# Obanos
Obanos est une municipalité de la communauté forale de Navarre, dans le Nord de l'Espagne.
Elle est située dans la zone linguistique mixte de la province, à 21 km de sa capitale, Pampelune.
En 1665 elle a été élevée au rang de villa se séparant ainsi de la mairie de la vallée d'Izarbe. Toutefois elle n'a pas réussi à avoir des sièges aux Cortes de Navarre.
Le secrétariat de mairie est partagé avec : Adiós, Enériz, Legarda, Muruzábal, Tirapu, Úcar et Uterga[réf. nécessaire].
Les quartiers du chef lieu se nomment : San Juan, San Lorenzo, San Martín et San Salvador.
Le Camino navarro, section locale du Camino francés du chemin de Saint-Jacques-de-Compostelle passe par cette localité.

## Géographie
Obanos se situe dans la vallée de Valdizarbe, en rive droite du río Robo.

### Localités limitrophes
| Nord-ouest Puente la Reina | Nord Legarda | Nord-est Muruzábal       |
| Ouest Puente la Reina |              | Est Muruzábal            |
| Sud-ouest Puente la Reina | Sud Artajona | Sud-est Enériz et Añorbe |
| Entre parenthèses sont indiqués les municipios (municipalités ou cantons) dont dépendent les concejos (communes) ou autres localités mineures. |              |                          |

## Démographie
| Évolution démographique                                 | Évolution démographique | Évolution démographique | Évolution démographique | Évolution démographique | Évolution démographique | Évolution démographique | Évolution démographique | Évolution démographique | Évolution démographique | Évolution démographique | Évolution démographique |
| 1996                                                    | 1998                    | 1999                    | 2000                    | 2001                    | 2002                    | 2003                    | 2004                    | 2005                    | 2006                    | 2007                    | 2010                    |
| ------------------------------------------------------- | ----------------------- | ----------------------- | ----------------------- | ----------------------- | ----------------------- | ----------------------- | ----------------------- | ----------------------- | ----------------------- | ----------------------- | ----------------------- |
| 750                                                     | 759                     | 785                     | 772                     | 805                     | 820                     | 856                     | 875                     | 885                     | 889                     | 918                     | 946                     |
| Sources : Obanos et instituto de estadística de navarra |                         |                         |                         |                         |                         |                         |                         |                         |                         |                         |                         |

## Histoire
Au XIIIe siècle elle fut le siège de la Junte des « Infanzones » qui regroupait une grande partie de la noblesse face aux abus de la monarchie. Ils constituèrent par leur protesta, notamment aux XIIIe et XIVe siècle, un contrepoids au pouvoir royal. Les membres se regroupaient en 5 comarques, Miluce, Arteaga, Irache, la Ribera et Obanos. Elle fut dissoute par la reine Jeanne III de Navarre et Philippe III de Navarre. Dans leur sceau on pouvait lire: Pro libertate patria gens libera state (Debout les gens libres en faveur de la liberté de la Patrie).

## Culture et patrimoine

### Patrimoine civil
La mairie a été restaurée, tout comme les maisons seigneuriales d'Obanos, où se réunirent les « Infanzones » de Navarre.

### Patrimoine religieux
L'église San Juan Bautista

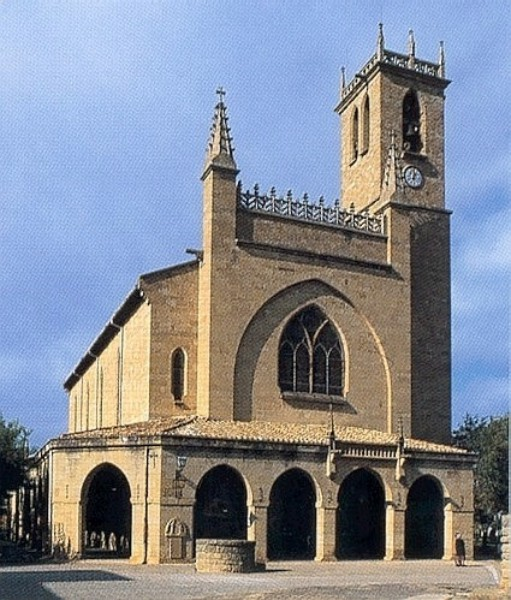
L’église de San Juan Bautista

Elle a été construite en 1912 dans un style néo-gothique et remplace l'église précédente qui était en mauvais état et s'avérait insuffisante. Les restes conservés rappellent qu'elle était de style gothique. À l'extérieur, se trouve le narthex de l'ancienne église du XIVe siècle, des colonnes voutées avec des chapiteaux qui montrent des scènes de luttes animaux et hommes. Dans la clef de voûte apparaissent le Christ et la Vierge. À l'intérieur, on observe une seule nef sans croisé de transept et une abside avec des butées à l'intérieur, utilisées comme chapelle.
Dans la sacristie on peut voir la Vierge d'Arnotegui, qui par mesure de sécurité a été transférée de l'ermitage d'Arnotegui. De style roman, elle est polychrome et date du XIIe siècle. Arnotegui (Arnotegi) en basque veut dire « terre de vins », donc dans sa main elle porte une grappe de raisin.
L'Ermitage San Salvador
Selon certaines hypothèses, c'est en ce lieu que se réunissait les deux branches du chemin : celle de Roncesvalles dite Camino navarro et celle du Somport, dite Camino aragones, pour rejoindre Puente la Reina, passage aisé sur la rivière Arga.

### Pèlerinage de Compostelle
Sur le Camino navarro du pèlerinage de Saint-Jacques-de-Compostelle, le chemin vient de Muruzábal ; la prochaine étape est Puente la Reina et son pont de légende.

### Traditions
Obanos est connu pour le mystère représenté des années durant lors des fêtes de fin août avec le concours des habitants de la localité, devant deux mille spectateurs, dans un espace architectural tout désigné. Il s'agissait du mystère de San Guilhem et Santa Felicia.
Sainte Félicie était une princesse d'Aquitaine qui, après un pèlerinage à Compostelle, renonça à ses richesses et demeura à Amocain, pour y mener une vie de prière. Son frère Guilhem, peu convaincu par les explications des gens du cortège, vint pour la tuer. Puis, pris de remords, il alla lui aussi à Compostelle et revint finir ses jours au sanctuaire tout voisin de la Vierge d'Arnotegui.
Autre tradition, qui demande moins d'acteurs : le jeudi de Pâques, à l'occasion de la bénédiction du vin, le prêtre fait passer ce précieux liquide régional au-dessus de la tête d'argent contenant les reliques de San Guilhem.

## Jumelages
Braud-et-Saint-Louis (France)

### Sources et références
- (es) Cet article est partiellement ou en totalité issu de l’article de Wikipédia en espagnol intitulé « Obanos » (voir la liste des auteurs).
- Grégoire, J.-Y. & Laborde-Balen, L. , « Le Chemin de Saint-Jacques en Espagne - De Saint-Jean-Pied-de-Port à Compostelle - Guide pratique du pèlerin », Rando Éditions, mars 2006,  (ISBN 2-84182-224-9)
- « Camino de Santiago St-Jean-Pied-de-Port - Santiago de Compostela », Michelin et Cie, Manufacture Française des Pneumatiques Michelin, Paris, 2009,  (ISBN 978-2-06-714805-5)
- « Le Chemin de Saint-Jacques Carte Routière », Junta de Castilla y León, Editorial Everest